# ديلنيا مجنحة
ديلنيا مجنحة (الاسم العلمي:Dillenia alata) هي نوع من النباتات يتبع جنس الديلنيا من الفصيلة الديلنية.

## معرض صور

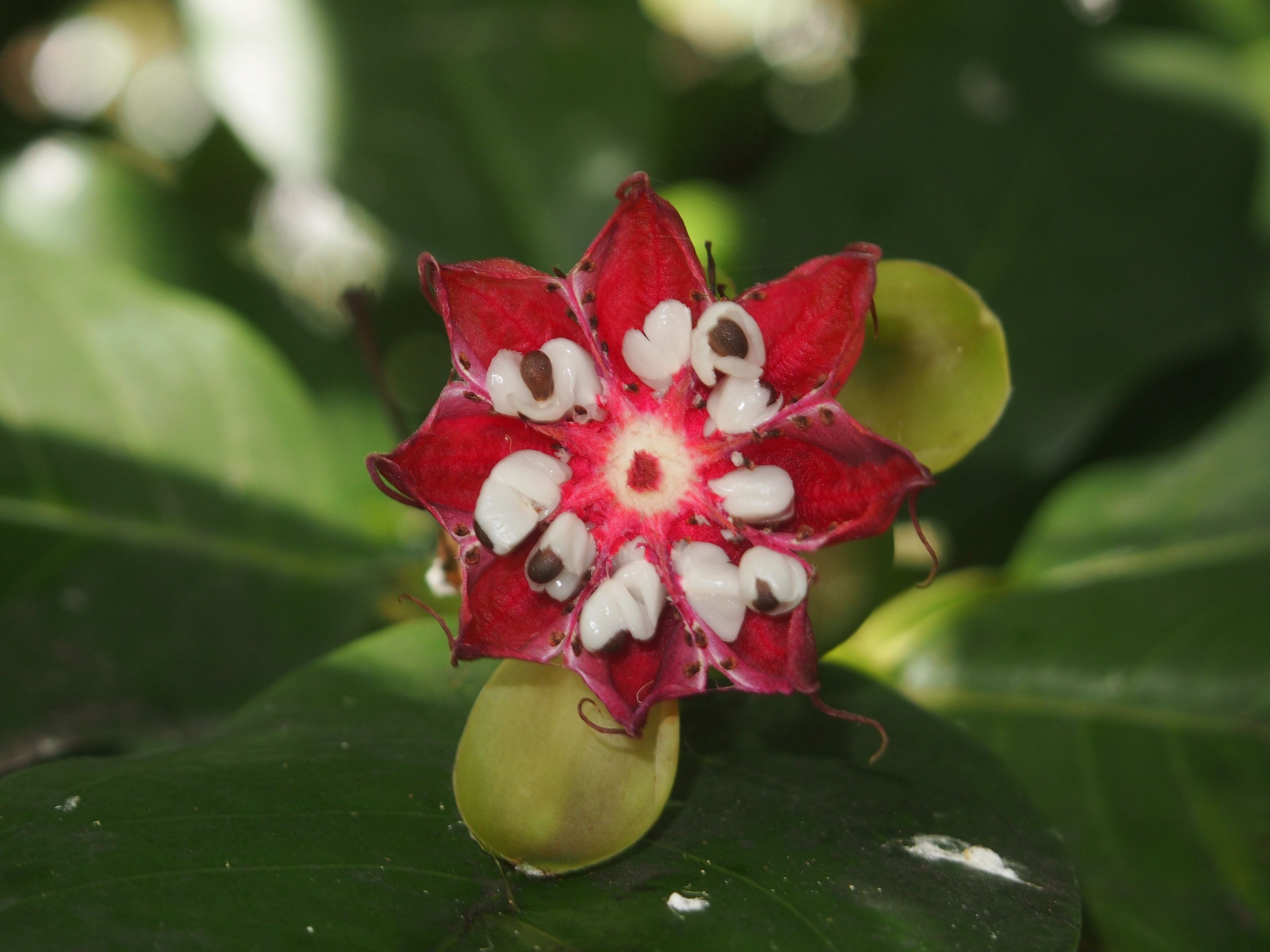
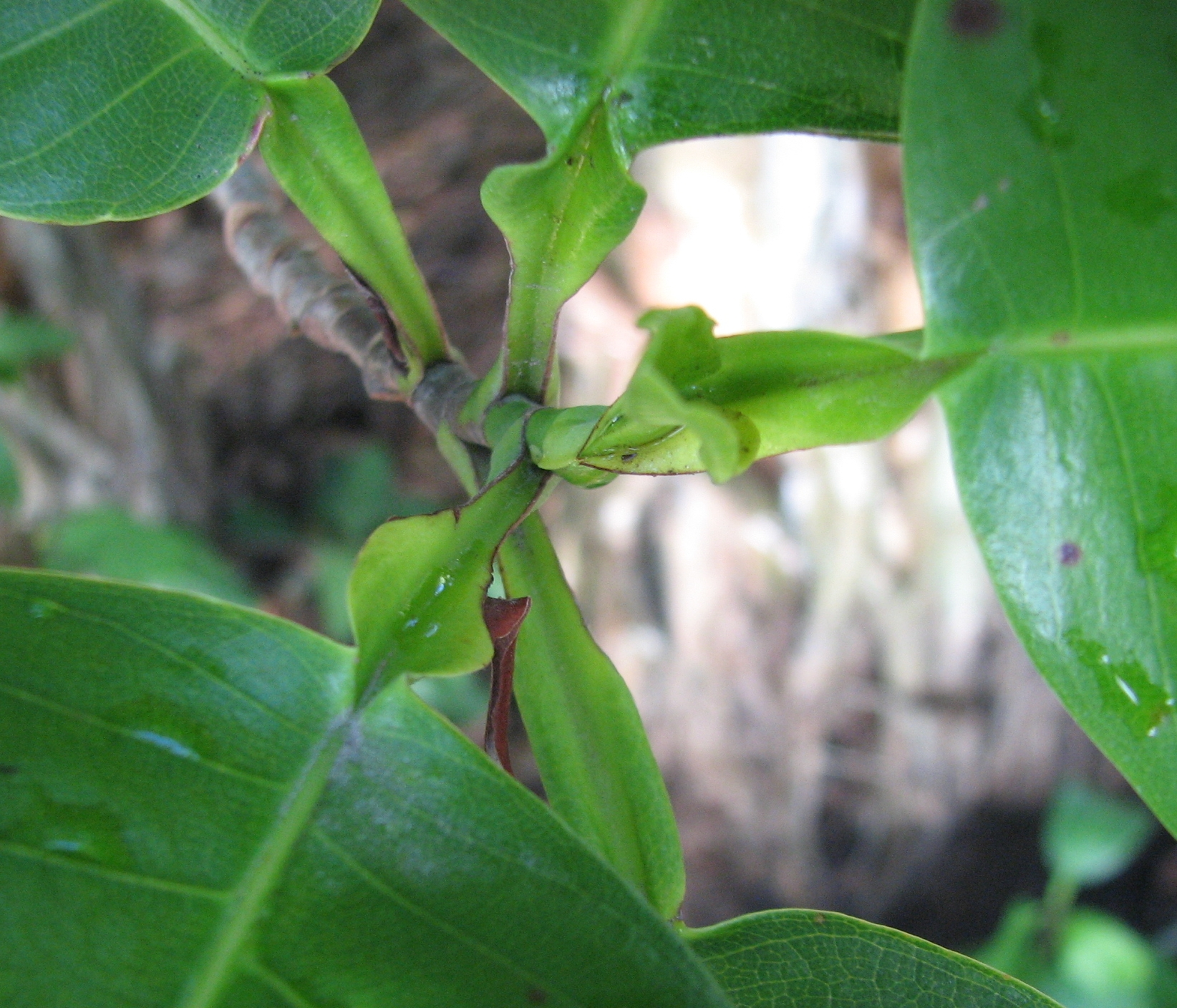
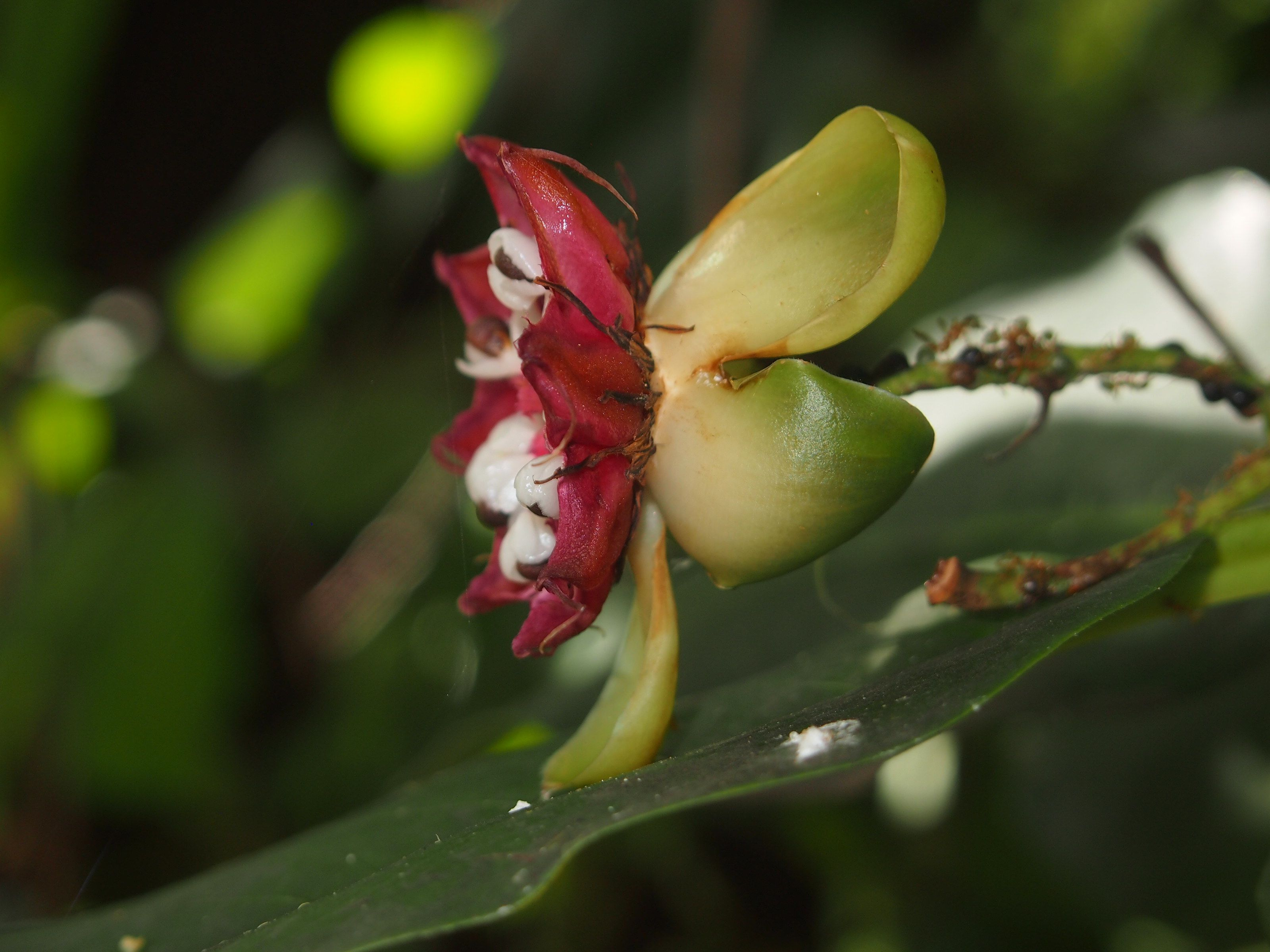
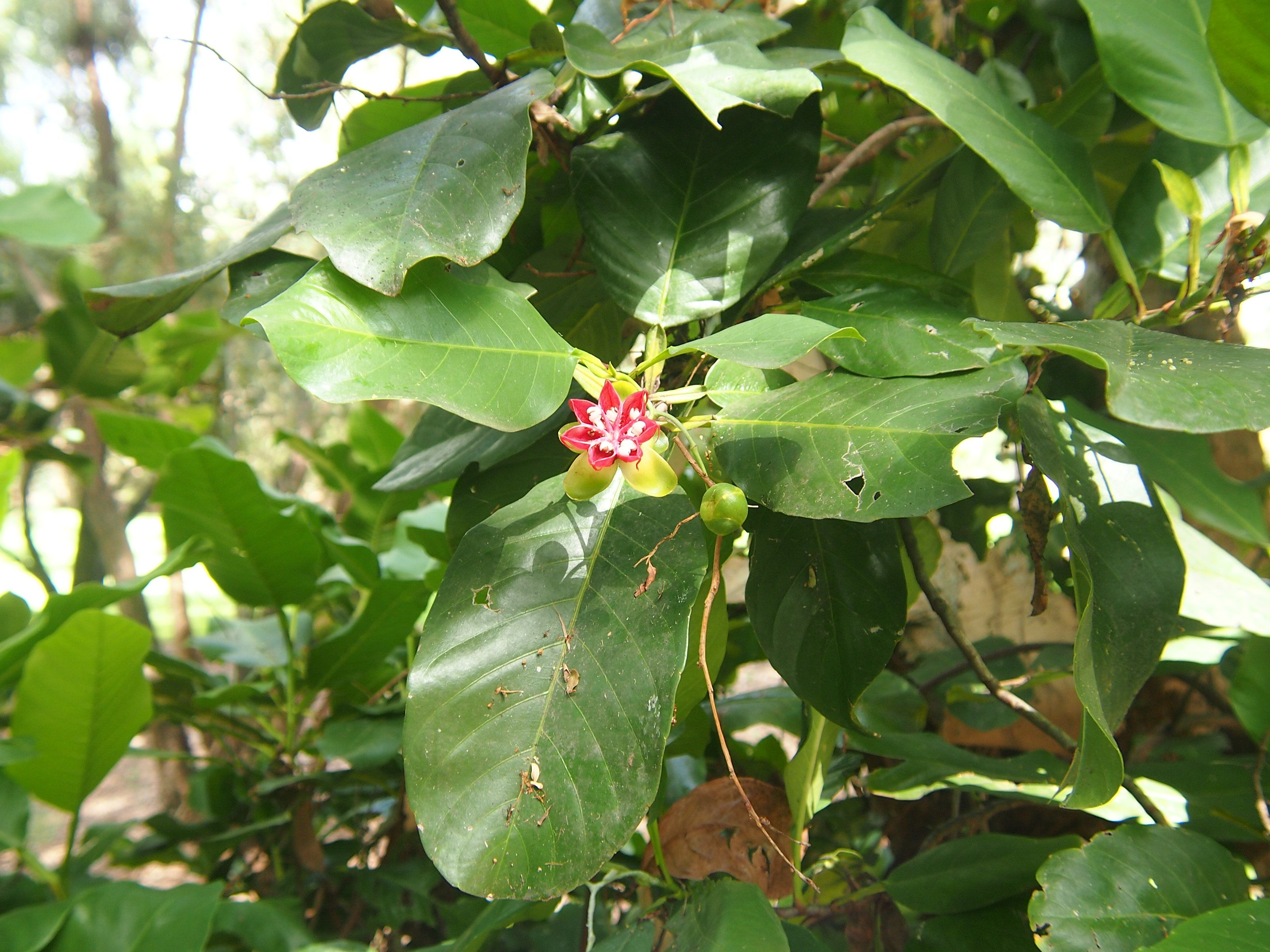
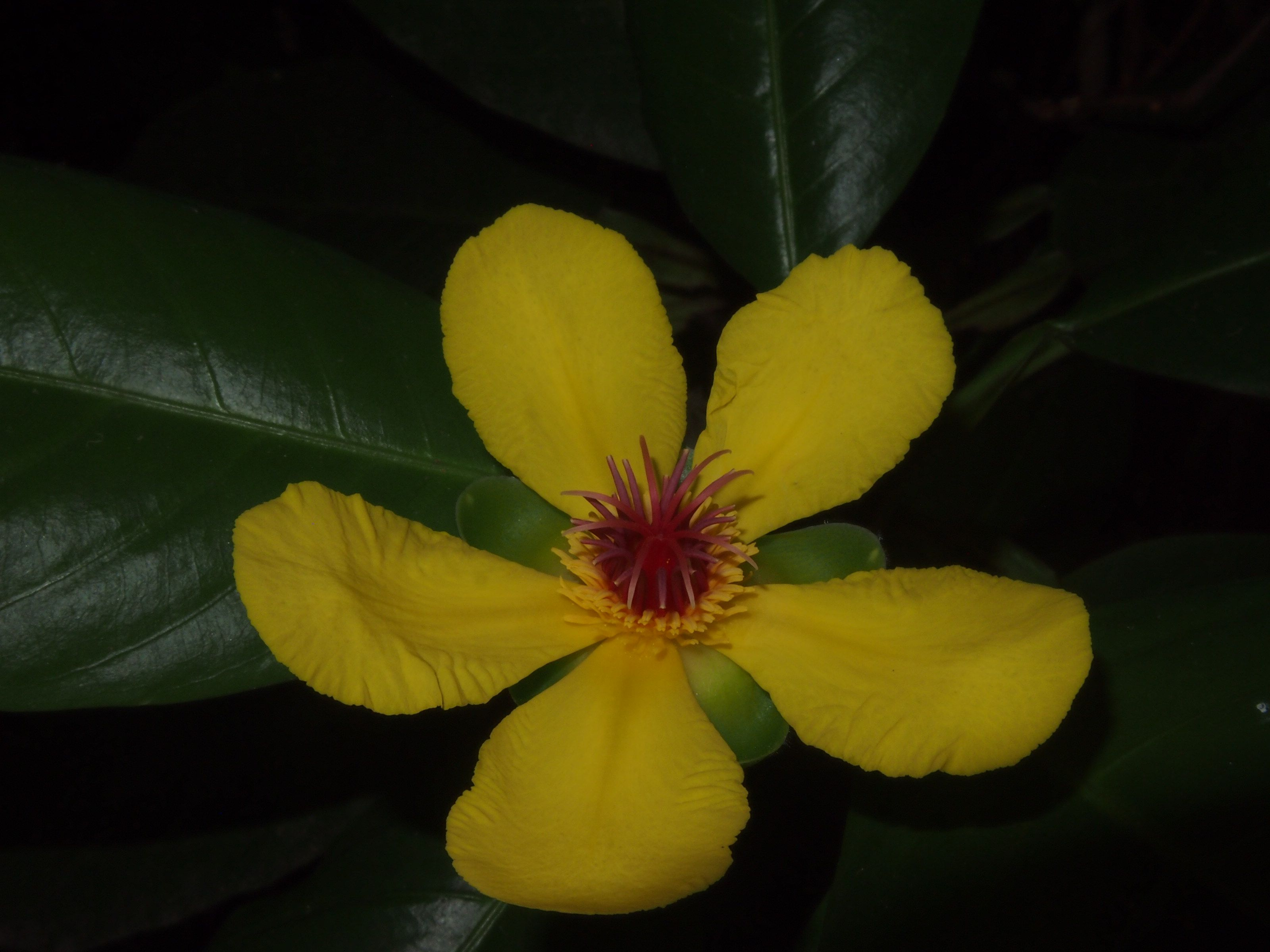